# مقدر معك
مقدر معك (بالكورية: 이 연애는 불가항력)؛ هو مسلسل تلفزيوني كوري جنوبي، بطولة رو وون، جو بو آه، ها جون، يورا. عرض على قناة JTBC في 23 اغسطس الى 12 أكتوبر 2023، تم بثه يومي الأربعاء والخميس بتوقيت (KST)، وهو متاحاً على نتفليكس دولياً.

## القصة
هونغ جو (جو بو اه) هي موظفة مدنية. دائما ما تبذل قصارى جهدها في العمل، رغم أنها تعاني من العديد من الشكاوى في حياتها الشخصية، اعتادت أن تكون وحيدة. ذات يوم، تصادف أنها أصبحت صاحبة صندوق خشبي قديم ومفتاح رفع لعنة من جانغ شين يو (رو وون). وهو محامٍ مختص وذكي وحسن المظهر. عادة ما يكون في الاضواء أينما ذهب، لكنه يعاني من مرض غير مبرر. حالته تزداد سوءًا بشكل تدريجي. إنه يائس من أن يعيش اللعنة التي عانت منها عائلته لأجيال. يطلب شين يوو المساعدة من هونغ جو، التي تمتلك الصندوق الخشبي القديم.

## الطاقم

### رئيسي
- روون في دور جانج شين يو: محامٍ بارع.[6][7]
- جو بو اه في دور هونغ جو: موظفة مدنية من المستوى التاسع في قسم الخضرة في مجلس مدينة أونجو.[7][8]
- ها-جون في دور كون جاي كيونغ: مساعد في مجلس مدينة أونجو المعجبه به هونغ جو.[9]
- يورا في دور يون نا ايون: صديقة شين يو.[7][10]

### داعم
- سونغ يونغ كيو بدور يون هاك يونغ[4]
- جونغ هاي يونغ بدور تشا يون جو[11]
- لي بونغ ريون بدور ما اون يونغ[12]
- لي بيل مو بدورجانغ سي هون[13]

- بارك كيونغ هاي بدور سون ساي بيول[14]
- لي تاي ري بدور كيم ووك[4]

## المشاهدات
| الموسم | الموسم | رقم الحلقة | رقم الحلقة | رقم الحلقة | رقم الحلقة | رقم الحلقة | رقم الحلقة | رقم الحلقة | رقم الحلقة | رقم الحلقة | رقم الحلقة | رقم الحلقة | رقم الحلقة | رقم الحلقة | رقم الحلقة | رقم الحلقة | رقم الحلقة | المتوسط |
| الموسم | الموسم | 1          | 2          | 3          | 4          | 5          | 6          | 7          | 8          | 9          | 10         | 11         | 12         | 13         | 14         | 15         | 16         | المتوسط |
| ------ | ------ | ---------- | ---------- | ---------- | ---------- | ---------- | ---------- | ---------- | ---------- | ---------- | ---------- | ---------- | ---------- | ---------- | ---------- | ---------- | ---------- | ------- |
|        | 1      | 625        | 546        | غ/م        | 558        | 596        | 528        | 576        | 583        | 565        | 574        | غ/م        | 492        | 446        | 651        | 638        | 648        | N/A     |

| الحلقات | تاريخ البث     | تقييمات "نيلسن كوريا" | تقييمات "نيلسن كوريا" |
| الحلقات | تاريخ البث     | على الصعيد الوطني     | سيئول                 |
| ------- | -------------- | --------------------- | --------------------- |
| 1       | 23 أغسطس 2023  | 2.912%                | 2.931%                |
| 2       | 24 أغسطس 2023  | 2.393%                | 2.606%                |
| 3       | 30 أغسطس 2023  | 2.009%                | N/A                   |
| 4       | 31 أغسطس 2023  | 2.774%                | 2.898%                |
| 5       | 6 سبتمبر 2023  | 2.801%                | 2.508%                |
| 6       | 7 سبتمبر 2023  | 2.565%                | 2.372%                |
| 7       | 13 سبتمبر 2023 | 2.851%                | 3.134%                |
| 8       | 14 سبتمبر 2023 | 2.946%                | 3.144%                |
| 9       | 20 سبتمبر 2023 | 2.588%                | 2.774%                |
| 10      | 21 سبتمبر 2023 | 2.553%                | 2.764%                |
| 11      | 27 سبتمبر 2023 | 2.046%                | 2.397%                |
| 12      | 28 سبتمبر 2023 | 2.092%                | 2.099%                |
| 13      | 4 أكتوبر 2023  | 2.213%                | 2.264%                |
| 14      | 5 أكتوبر 2023  | 3.070%                | 3.416%                |
| 15      | 11 أكتوبر 2023 | 2.875%                | 3.096%                |
| 16      | 12 أكتوبر 2023 | 3.122%                | 3.317%                |
| المتوسط | المتوسط        | 2.613%                | N/A                   |

## الانتاج

### صناعة
المسلسل من كتابة نو جي-سيوك الذي كبت مسلسلات مثل: رائحة امرأة (2011)، فتاتي المحبوبة (2014)، أميري لمئة يوم (2017). ومن تخطيط وانتاج استوديوهات جاي تي بي سي بتعاون مع استوديوهات سي جيس كمنتج.

### الإصدار
في 17 يناير 2023 ، أصدرت نتفليكس أول صورة ثابتة لـ ررون و جو بو-اه.

## روابط خارجية
- الموقع الرسمي
 (بالكورية)
- مقدر معك على موقع IMDb (الإنجليزية)
- مقدر معك على موقع نتفليكس (الإنجليزية)
- مقدر معك على موقع فيلمافينيتي (الإسبانية)
- مقدر معك على موقع قاعدة بيانات الفيلم (الإنجليزية)
- مقدر معك على هانسينما